# Thalassarche impavida
El albatros de Campbell (Thalassarche impavida) es una especie de ave procelariforme de la familia Diomedeidae endémica de la isla neozelandesa homónima. Su población total se estima entre 19.000  y 26.000 ejemplares. Previamente era considerado una subespecie del T. melanophris